# Традиция колоколовидных кубков
Традиция колоколовидных кубков, культура колоколовидных кубков (англ. Bell Beaker culture) — археологическая культура рубежа медного и раннего бронзового века (около 2800—1900 гг. до н. э.) Западной и Центральной Европы. Отдельные памятники данной традиции встречаются также в Северной Африке (Марокко). Термин был предложен английским археологом Джоном Аберкромби и основан на характерной форме керамики.
Если примерно до середины XX в. археологи говорили прежде всего о миграции «людей кубков», то в дальнейшем была высказана гипотеза, что кубки не были связаны с крупномасштабной этнической миграцией, а скорее представляли собой надкультурный феномен, возможно, культового характера. Как предполагал польский археолог Я. Чебрешук, если данная традиция и была связана с миграциями, то мигранты представляли собой явное меньшинство в тех обществах, куда они приносили с собой традицию кубков, поскольку кубки встречались не во всех захоронениях и вперемешку с изделиями других культур. Колоколовидные кубки были, возможно, предметом импорта, так как использовались носителями различных археологических культур раннего бронзового века с весьма различными антропологическими признаками. Однако генетические исследования захоронений культуры колоколовидных кубков заставили археологов вновь вернуться к гипотезе о миграции, по крайней мере, в ряде регионов, где захоронения с кубками резко отличались генетически от населения «докубкового» периода наличием степного предкового компонента, который связывают с распространением индоевропейских языков. М. Вандер Линден предлагает описывать феномен колоколовидных кубков как «метапопуляцию».

## Керамика

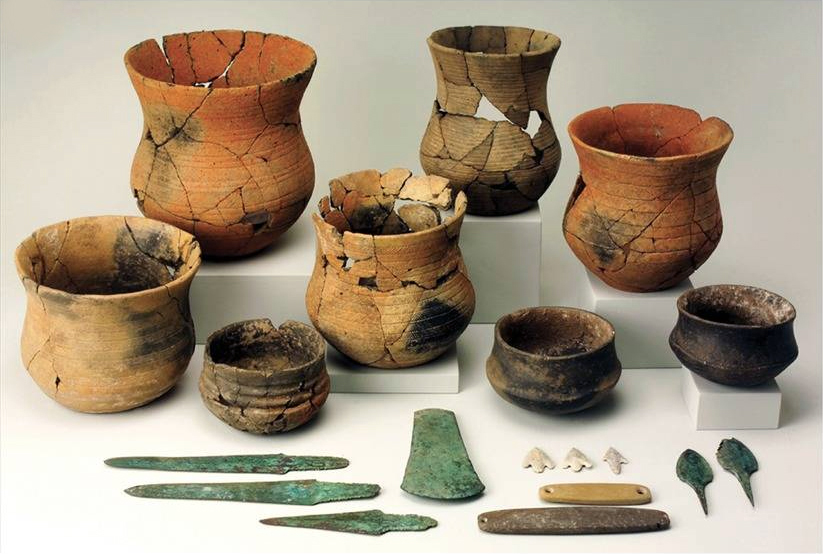
Артефакты культуры колоколовидных кубков, найденные в Испании

Для культуры колоколовидных кубков характерно использование керамических кубков в форме перевёрнутого вверх дном колокола. Самая ранняя керамика такого типа обнаружена в Западной Европе и датируется второй половиной 3-го тысячелетия до н. э. Кубки были лишь одним из элементов культуры. Вероятно, на развитие керамики оказала влияние и более ранняя культура шнуровой керамики. Сосуды подобного типа, датируемые 2850—2450 до н. э., обнаружены в Нидерландах и в нижнем течении Рейна в Германии; они украшены типичным шнуровым орнаментом в сочетании с гребенчатым узором и узором в виде «ёлочки». Такие находки рассматриваются как продукт смешения культуры шнуровой керамики (голландской её ветви, для которой характерны т. н. кубки с утолщённым дном) и культуры колоколовидных кубков.
В Споодле (недалеко от города Зволле) найден большой сосуд, который иногда рассматривается как прямой предшественник керамики культуры колоколовидных кубков. Орнаментация сосуда напоминает свифтербантскую культуру и, вероятно, относится к горизонту Hazendonk 1 (4250—3950 гг. до н. э.).
Кубки использовались для хранения пищи и питья, для выплавки меди из медной руды, а также как погребальные урны. Сосуды для погребения имели особую форму, отражавшую их ритуальное предназначение.

## Антропология
Черепа носителей данной культуры как в Центральной Европе, так и на Пиренейском полуострове брахицефальны, средней длины, широкие, лицо узкое, но более высокое, чем в неолитических выборках. Ближайшие морфологические аналогии — культура Сены-Уазы-Марны в северной Франции.
В атлантических регионах носители «кубков» были более рослыми по сравнению с прежним поздненеолитическим населением, в других регионах резких антропологических отличий не наблюдалось.

## Палеогенетика
У представителей культуры колоколовидных кубков преобладает Y-хромосомная гаплогруппа R1b (в том числе R1b1b2-M269 (xS21/U106), R1b1a2a1a2), имеются также Y-хромосомные гаплогруппы I2a2 и G2.
Приход культуры колоколовидных кубков в Ирландию синхронен с появлением в захоронениях R1b, ранее вообще не встречавшейся, и одновременно катастрофическим сокращением ранее распространённой Y-хромосомной гаплогруппы G.
У представителей данной культуры были найдены митохондриальные гаплогруппы: W, I1a1, K1, T1, T1a, T2, U2, U4, U5, U5a, U5b, H, H4, H5, L1b1a, J. У образца I4246 из Камино-де-лас-Йесерас (муниципалитет Сан-Фернандо-де-Энарес) в центральной Иберии (2473—2030 лет до н. э.) обнаружена митохондриальная гаплогруппа M1a1b1  и Y-хромосомная гаплогруппа E1b1b1a (xE1b1b1a1). У трёх иберийских образцов определён субклад R1b-DF27 гаплогруппы R1b-M269>L23>L51>L52>L151>P312. Также определены Y-хромосомные гаплогруппы BT, CT(xI,xG,xE), P1, P1(xM269), G2, I, I2a1-M26, I2a2-M223, I2a2-M436, F, R1b-M343, R1b-M269, R1b-P312, R1b-P312(xL21), R1b-P312(xZ225), R1b-L754(xL23), R1b-L51, R1b-L51(xZ225).
В Богемии зафиксирована резкая смена состава Y-хромосомных гаплогрупп при переходе от поздней культуры шнуровой керамики к традиции колоколовидных кубков (R1b-P312). У представителей культуры колоколовидных кубков из Богемии определили Y-хромосомную гаплогруппу R1b-P312>L2/S139 и митохондриальные гаплогруппы J1c, J1c2r, J1c7, W3a1c, U2e1b, U3a1, U4b1b1, U5a2b, U5b, K1a1, K1a3a, K1b1a1, H1, H4a1a1a, H5a1, H5a2, X2b, N1a1a1a2, HV, HV9, HV15, T2b, T2b11.

## Происхождение
До 1970-х годов приоритет отдавался другой гипотезе — иберской, основным сторонником которой был П. Боск-Жимпера. Также имела хождение североафриканская гипотеза Г. Адамса и Дж. Форд-Джонстона. По мнению Адамса, культура колоколовидных кубков этнически берберо-ливийская («Libyco-Berber»).
По мнению Дж. Форд-Джонстона, эта культура имеет смешанное иберо-африканское происхождение.

## Этнолингвистическая атрибуция

### Индоевропейская версия
В первой половине XX века была весьма популярна точка зрения о связи данной культуры с распространением ранних носителей индоевропейских языков.
Лантингом и Ван дер Ваальсом было выдвинуто предположение о том, что предшественниками культуры колоколовидных кубков являлись культура шнуровой керамики и культура воронковидных кубков. Таким образом, наиболее вероятное происхождение — Нидерланды и долина Рейна. Культура колоколовидных кубков часто рассматривается как ранняя индоевропейская, в частности, как предковая для прото-кельтов и прото-италийцев. Впрочем, Бодмер (1992) предположил, что кельтские популяции Британии связаны с европейской колонизацией времён палеолита, а не более поздней экспансией кельтской культуры в 1-м тысячелетии до н. э.
Мария Гимбутас предполагала, что культура колоколовидных кубков могла происходить от культур востока Центральной Европы, подвергшихся влиянию степных кочевых племён. 
Экспансия из Северной Европы, в том числе людей культуры колоколовидных кубков, могла быть связана с распространением гена толерантности к лактозе. Известно, что данный ген возник в Северной Европе около 5000 до н. э., где в настоящее время имеет наивысшую частоту (см. Непереносимость лактозы). Хорошая переносимость молочного сахара дала носителям этого гена преимущества в борьбе за выживание и позволила широко распространиться.

### «Иберская» версия
Популярная до 1970-х гг. гипотеза связывала возникновение ККК с Иберским полуостровом. Среди современных басков широко представлена патрилинейная гаплогруппа R1b, появление которой в Европе синхронно появлению ККК. В то же время, данная гаплогруппа не менее широко распространена среди носителей индоевропейских языков, то есть среди басков может быть «импортированной». Существует также версия, что баски пришли в Испанию вместе с волной носителей «колоколовидных кубков», среди которых они составляли меньшинство.

## Распространение

Распространение культуры колоколовидных кубков

Культура колоколовидных кубков распространилась чрезвычайно широко в Западной и Центральной Европе, используя речные и морские пути. Археологические памятники обнаружены в Португалии, Испании, Франции (за исключением центральной части), Великобритании и Ирландии, в Нидерландах, в Германии в междуречье Эльбы и Рейна. Культура колоколовидных кубков также распространилась в верхнем течении Дуная в Венском бассейне (Австрия) и Венгрии. В Средиземноморье данная культура выявлена на островах Сардиния и Сицилия; менее вероятно, но возможно и проникновение на восток. Керамика типа колоколовидных кубков дольше всего использовалась в быту на Британских островах. Позднейшие находки в других местах датируются ранним бронзовым веком.
Особенно плотно поселения бикеров располагались в нижнем течении Роны и в Аквитании. Одно из племен бикеров, толосаты, дало название французскому городу Тулузе.
В Британии в поздний период распространения колоколовидные кубки сосуществовали с традицией пищевых сосудов на той же территории. Ближе к середине бронзового века колоколовидные кубки были вытеснены другими традициями (воротничковые урны, урны с кордоном и др.), тогда как «пищевые сосуды», напротив, распространились шире.

## Последователи
Культура колоколовидных кубков повлияла на развитие многих последующих культур бронзового века, в частности, унетицкой (Центральная Европа), около 2300 до н. э., а также культур Скандинавии, севера Германии и Польши, известных под общим названием Северный бронзовый век, около 1800 до н. э. Также есть версия, что данная культура повлияла на протославян. Например, данной версии придерживалась антрополог Татьяна Алексеева.
В Центральной Испании многие элементы традиции колоколовидных кубков унаследовала культура Коготас I, просуществовавшая до 700 г. до н. э.
Ряд исследователей рассматривают пиктов в Шотландии или басков на побережье Бискайского залива как потомков тех, кто распространял традицию колоколовидных кубков.

## Постройки
На Иберийском полуострове носители культуры оставили после себя многочисленные надгробные памятники, известные как «мотильяс» («motillas»), представляющие собой своего рода укреплённый могильный холм.
В Британии известным строением является Стоунхендж.

## Галерея

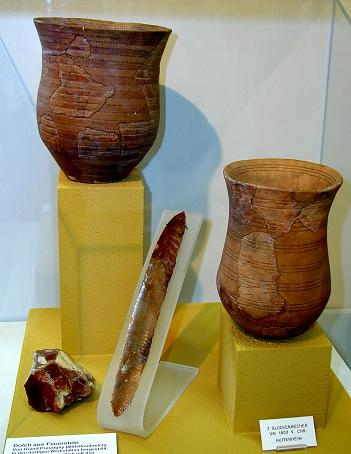
Объекты культуры колоколовидных кубков
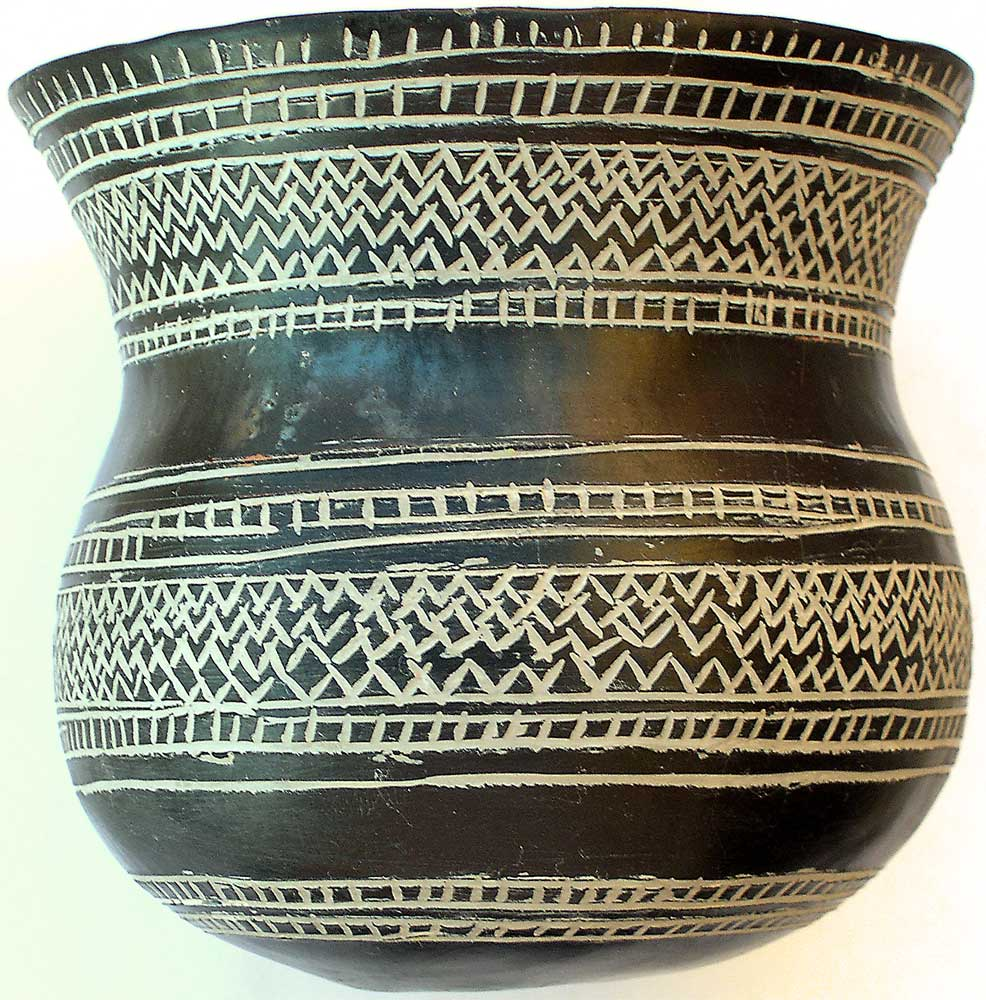
Кубок из Сьемпосуэлос
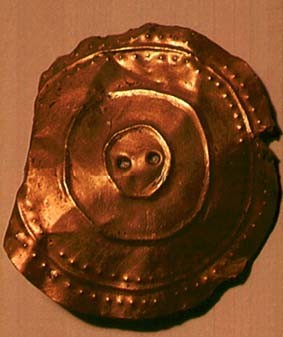
Солнечный диск из Банк-Тиндола
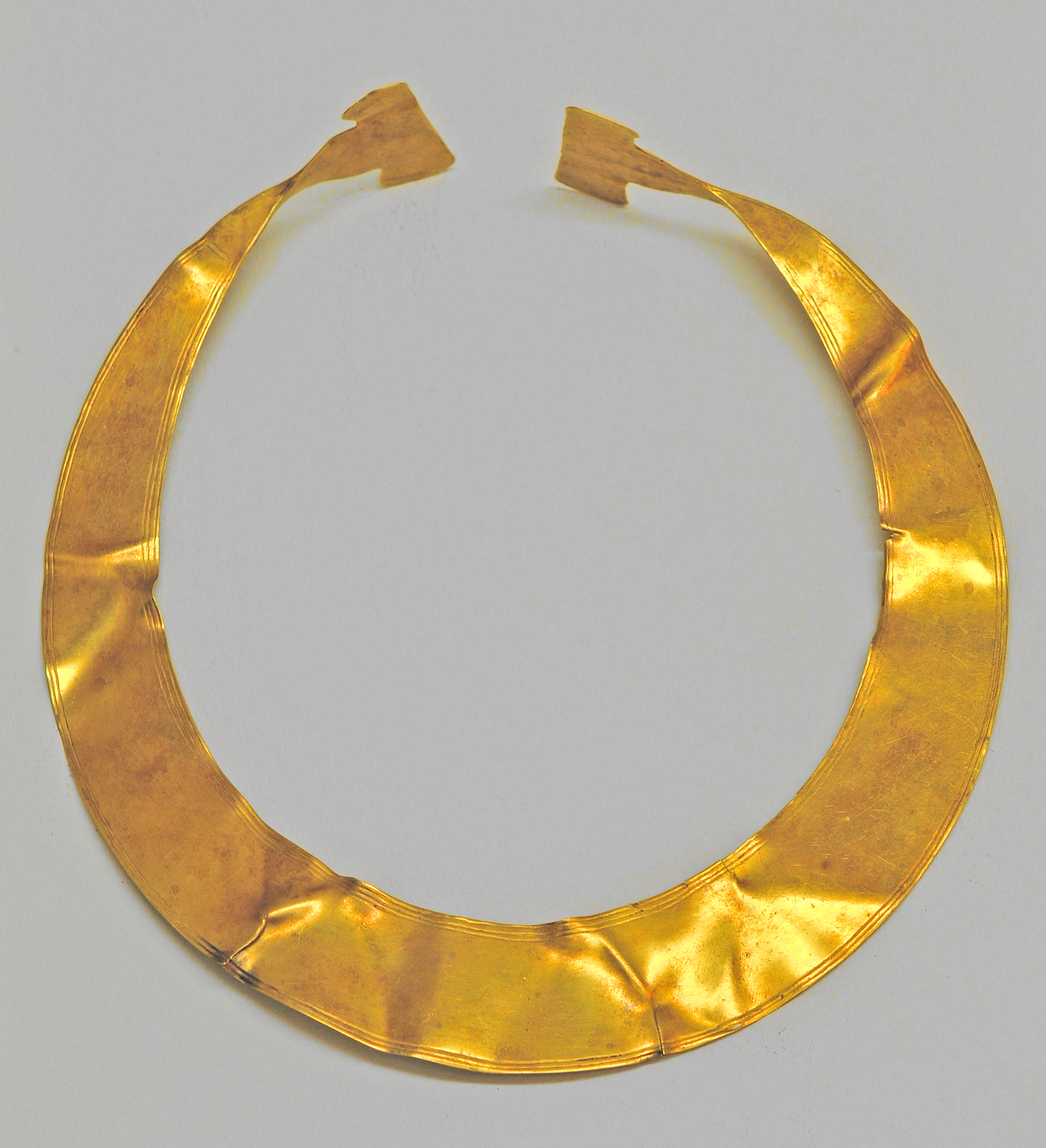
Золотая лунула из Шуленбурга